# Dograna suffulta
Dograna suffulta är en insektsart som beskrevs av William Lucas Distant 1908. Dograna suffulta ingår i släktet Dograna och familjen hornstritar. Inga underarter finns listade i Catalogue of Life.